# Гонгадзе Олександра Теодорівна

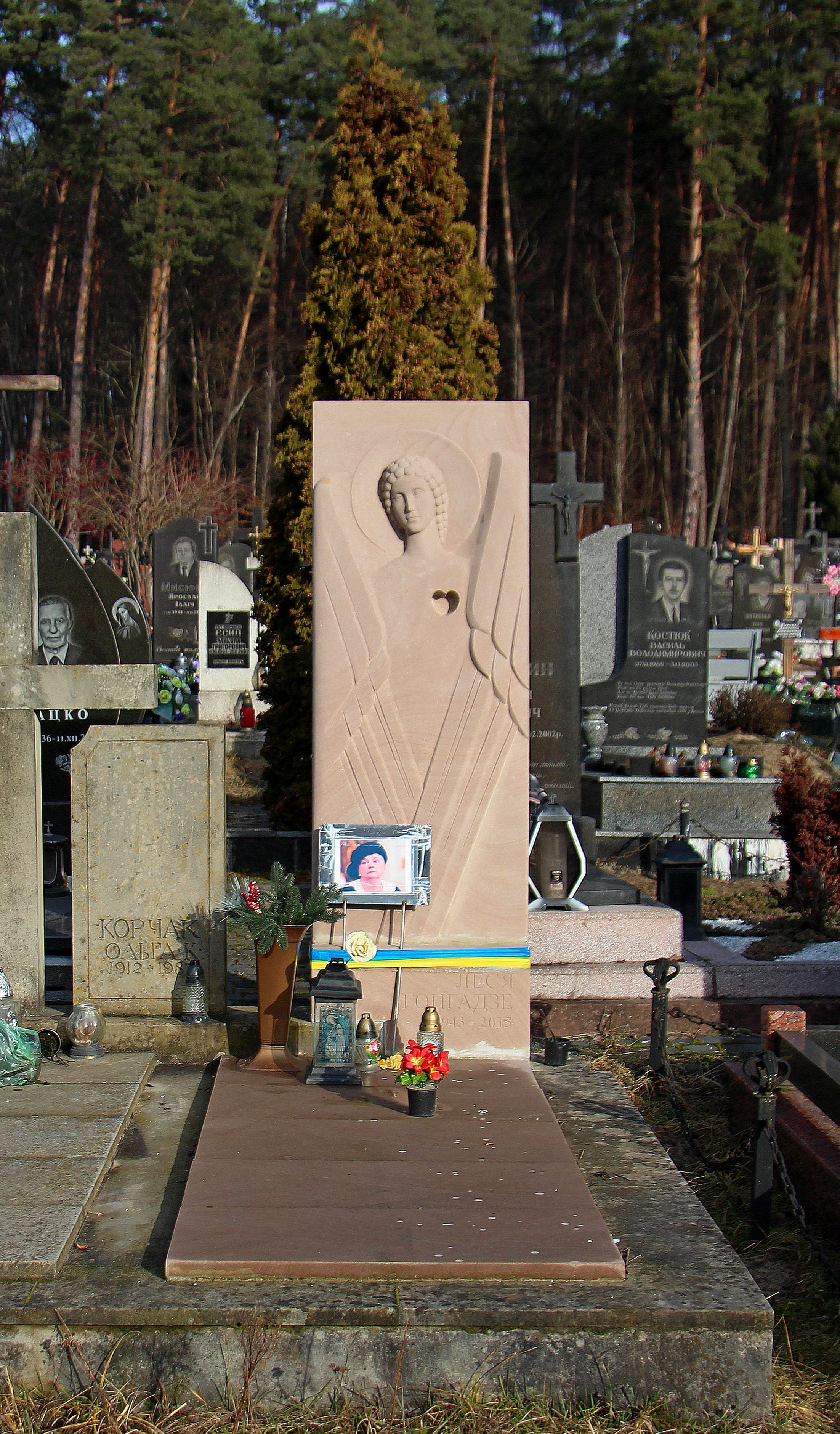

Леся (Олександра) Гонгадзе (Корчак) (нар. 2 липня 1943, Львів — пом. 30 листопада 2013) — мати українського журналіста Георгія Гонгадзе.

## Життєпис
Донька українського патріота, який радше ніж виїздити закордон після війни, висловився: «Перші совіти довго не були й другі довго не будуть». Сім'ю Корчаків вигнали комуністи прямо на вулицю: врятували їх сторонні люди, пустили до свого підвалу до того часу поки не отримали першу власну квартиру вони у 1960 році — однокімнатну на п'ятеро осіб.
Одружилась згодом із грузином Русланом Гонгадзе, який закінчив архітектурний факультет Тбіліського політехнічного інституту. У кінці 60-х років він примкнув до дисидентських кіл, підтримував стосунки із Мерабом Костава та Звіадом Гамсахурдією. Коли Звіад Гамсахурдія став президентом Грузії, чоловік Лесі Руслан Гонгадзе потрапив до переліку неугодних, потрапив до надрукованого в газетах списку «ворогів народу», на 28-му місці. А вже коли в грудні 1991 в Тбілісі почалося повстання вже проти Гамсахурдії, Леся була серед опозиціонерів: готувала їжу для Кітовані й Іоселіані, мила підлоги, доглядала за пораненими.
У серпні 1968 року Леся працювала стоматологом у військовій частині. Фахівець з післяопераційної реабілітації, двадцять один рік віддала інституту травматології.
21 травня 1969 року у одному з тбіліських пологових будинків народжується син Лесі — Георгій Гонгадзе.
Після зникнення сина Георгія Леся Гонгадзе активно включилася у громадське життя в Україні. Мешкала у Львові. Онуки Нана, Соломія, 1997 р.н.

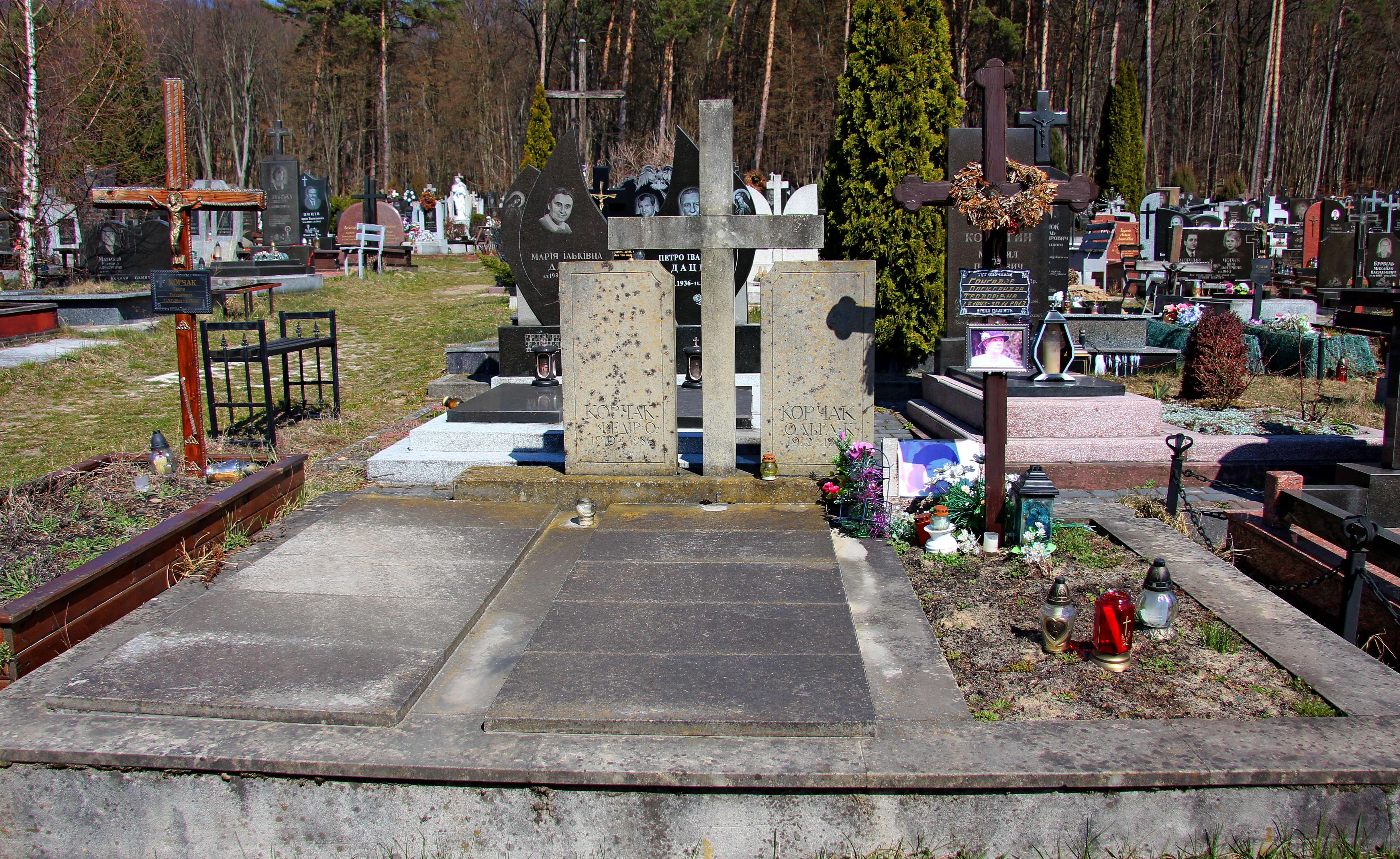
Могила Олесандри Гонгадзе на Брюховицькому цвинтарі піді Львовом

Померла 30 листопада 2013 року. Похована на цвинтарі у селищі Брюховичі.

## Вшанування пам'яті
- Документальний фільм В'ячеслава Бігуна «Серце мами. Гонгадзе». У червні 2015 року у Парижі відбувся допрем'єрний показ цього фільму[4][5][6].